# Турецкая баня в Евпатории
Турецкая баня или хаммам — средневековый памятник архитектуры начала XVI века, находящийся в Евпатории. Использовалась по назначению до 1987 года.

## Сведения
Турецкая баня построена в начале XVI века рабами-славянами, которые были захвачены ясиром во времена Османской империи во время набегов на южнорусские и польские земли. В то время на территории современной Евпатории находился один из крупнейших невольничьих рынков всей Европы.
Планировка бани является типичной для всех турецких бань того времени. Внутри многокупольное здание состоит из: раздевалки, предбанника и самой бани. Освещение бани придают круглые окна, которые прорезаны в куполах. Внутри пол и стены были отделаны уникальным мрамором который в начале 1990-х был украден. Чтобы ходить в бане надевали специальные деревянные тапочки. Вдоль стен установлены мраморные скамьи и ванны. Под полом были установлены колодцы, благодаря которым создавался эффект горячего воздуха, тем самым баня обогревалась. Внутри раньше находился фонтан, позднее он был разграблен. Баню использовали не только по назначению. Баня служила местом для обмена мыслями, обсуждения дел, новостей и служила определённым форумом.
Баня использовалась не только жителями или состоятельными людьми, есть сведения, что данный хамам служил местом предоставления невольникам «товарного вида» для дальнейшей продажи. Архитектурно турецкая баня Евпатории похожа на бани Сулеймана в Кефе.
Несмотря на внесение в государственный реестр памятников архитектуры в 1963 году, в Советском Союзе средневековая баня служила для мытья до конца 1980-х годов. В 1987 году жители Евпатории могли помыться в бане за 20 копеек. Баня такого типа одна из немногих в Восточной Европе. В 1987 году была передана кооперативу. В этот момент она потеряла внутреннее средневековое убранство, часть которого была выполнена из мрамора. В 1990-е годы здание пустовало и разрушалось.
Активные работы по ремонту и реставрации начаты в 2012 году. Сейчас происходит ремонт и реставрация внутренних помещений. По состоянию на 2015 год в бане проходят краеведческие экскурсии.

## Интересные факты
- Раньше вход в женскую половину бани украшала деревянная скульптура, которая сейчас находится в краеведческом музее Евпатории. Её добавили в коллекцию музея в начале 1990-х годов. [5]
- Следствие по хищению уникального мрамора преступниками не было начато.